# GPT-4
生成型预训练变换模型4（英語：Generative Pre-trained Transformer 4，简称GPT-4）是由OpenAI公司开发，並於2023年3月14日发布的自回归语言模型。2025年4月10日，OpenAI在更新日志中宣布，ChatGPT将于2025年4月30日停止使用GPT‑4，但API依旧可以调用。

## 能力
OpenAI 在宣布 GPT-4 时表示，它“比 GPT-3.5 更可靠、更有创意，并且能够处理更细微的指令。” 
他们制作了两个版本的 GPT-4，上下文窗口分别为 8,192 和 32,768 个詞元，比分别限制为 4,096 和 2,049 个詞元的 GPT-3.5 和 GPT-3 有了显着改进。与其前身不同，GPT-4 可以将图像和文本作为输入；这使它能够描述不寻常图像中的幽默、总结截屏文本以及回答包含图表的试题。
尽管有这些新能力，GPT-4 和它的前辈一样，仍然倾向于产生幻觉答案。

## 使用
GPT-4可通过API和ChatGPT Plus用户使用。
2023年3月9日，微软表示GPT-4是多模态学习的（将支持文本以外的内容），並將GPT-4置入該公司旗下的Microsoft Office。

## 迭代

### GPT-4 Turbo
GPT-4 Turbo 是 OpenAI 發布的一種優化版本的 GPT-4 模型。
與 GPT-4 相比，GPT-4 Turbo 擁有更高的運行效率和成本效益，適合大規模的應用需求。
此模型專注於改善速度和可擴展性，同時在處理能力和生成文本的品質上保持高水準。OpenAI 通常在產品如 ChatGPT 中部署 GPT-4 Turbo，以提供更快的回應速度和較低的計算資源需求。
GPT-4 Turbo 的具體改進細節尚未完全公開，但 OpenAI 表示該模型的優化主要集中於架構設計與資源管理，使其能更好地滿足商業需求。

## 評價
Vox称GPT-4从各方面来说都优于OpenAI之前发布的GPT-3和GPT-3.5。
The Verge还在报道中引用了关于将大幅增加GPT-3的参数数量（从1750亿到100万亿）的传言，但OpenAI首席执行官山姆·柯曼将其斥责为“完全是胡说八道”。
美国众议员堂·拜尔和刘云平向《纽约时报》证实，奥尔特曼于2023年1月访问国会展示GPT-4及其与其他人工智能模型相比所改进的“安全控制”。